# کریستیان فردریک شونبین
کریستیان فردریک شونبین (آلمانی: Christian Friedrich Schönbein؛ زاده ۱۸ اکتبر ۱۷۹۹ درگذشته ۲۹ اوت ۱۸۶۸) یک شیمی‌دان و مخترع اهل آلمان بود.